# Équipe cycliste Boston-Mavic
L'équipe cycliste Boston-Mavic est une équipe cycliste belge ayant existé de 1980 à 1981.

## Histoire de l'équipe
L'équipe est dirigée par Robert Lauwers, Julien Stevens en tant que directeurs sportifs.

## Principaux coureurs
- Jan Baeyens
- Paul de Keyser
- Marc Goossens
- Dirk Heirweg
- Jan Jonkers
- Alain Meslet
- Jan Nevens
- Willy Teirlinck
- Philippe Tesnière
- Franck Van Impe
- Lucien Van Impe

## Équipes
| Boston-IFI-Mavic 1980 | Boston-Mavic 1981 |
| - Jan Baeyens - Shane Bartley - Eddy Cael - Finn Clausen - Luc De Bruyne - Luc De Grauwe - Paul De Keyser - Willy De Keyser - Jozef Devits - Peter Gödde - Derek Hunt - Erich Jagsch - Jan Jonkers - Danny Lauwers - Marc Moens - Jacques Osmont - Jan Poelmans - Luc Roelandt - Willy Scheers - Wim Schroyens - Philippe Tesniere - Stan Tourné - Jan Verfaillie - Benjamin Vermeulen | - Jan Baeyens - Shane Bartley - Ronny Bossant - Carlos Cuyle - Roger De Cnijf - Luc De Grauwe - Paul De Keyser - Willy De Smet - Marc Goossens - Dirk Heirweg - Derek Hunt - Jan Jonkers - Alain Meslet - Jan Nevens - Willy Scheers - Willy Teirlinck - Philippe Tesniere - Stan Tourné - Lucien Van Impe - Frank Van Impe - Johnny Vanderveken - Jan Verfaillie - Benjamin Vermeulen |

## Principales victoires

### Grands Tours

#### Tour de France
- Tour de France 1981
  - 1er coureur termine 2e
  - Coureur vainqueur du maillot de meilleur grimpeur